# 大垣自動車学校
大垣自動車学校（おおがきじどうしゃがっこう）とは、岐阜県養老郡養老町にある、岐阜県公安委員会が公認する技能試験免除自動車教習所（指定自動車教習所）である。株式会社大垣自動車学校が運営する。

## 概要
1964年（昭和39年）大垣市で開校。少子化による生徒数減少のため、2024年（令和6年）8月に系列校の大垣南自動車学校と統合。大垣自動車学校が大垣南自動車学校に移転し、同時に大垣南自動車学校から大垣自動車学校に改称する。
講習として、高齢者講習、企業向運転講習、ペーパードライバー講習を行っている。
2023年（令和5年）からは無人航空機（ドローン）の登録講習機関の大垣ドローンスクールを併設。一等無人航空機操縦士及び二等無人航空機操縦士の資格が取得可能。実技教習は揖斐郡揖斐川町坂内広瀬の遊らんど坂内スキー場跡地で行う。

## 所在地
- 岐阜県養老郡養老町祖父江649

## 取得可能自動車運転免許
- 第一種運転免許
  - 普通自動車（MT・AT）
  - 準中型自動車
  - 中型自動車
  - 大型自動車
  - 大型特殊自動車
  - 普通自動二輪車
  - 大型自動二輪車

## 送迎エリア
※一部を除く
岐阜県
- 養老郡養老町
- 安八郡（安八町、神戸町、輪之内町）
- 不破郡（垂井町、関ケ原町）
- 揖斐郡（揖斐川町、大野町、池田町）
- 大垣市
- 海津市
- 羽島市
- 本巣市
- 瑞穂市

滋賀県
- 米原市

三重県
- いなべ市